# Paul Sabatier (Historiker)

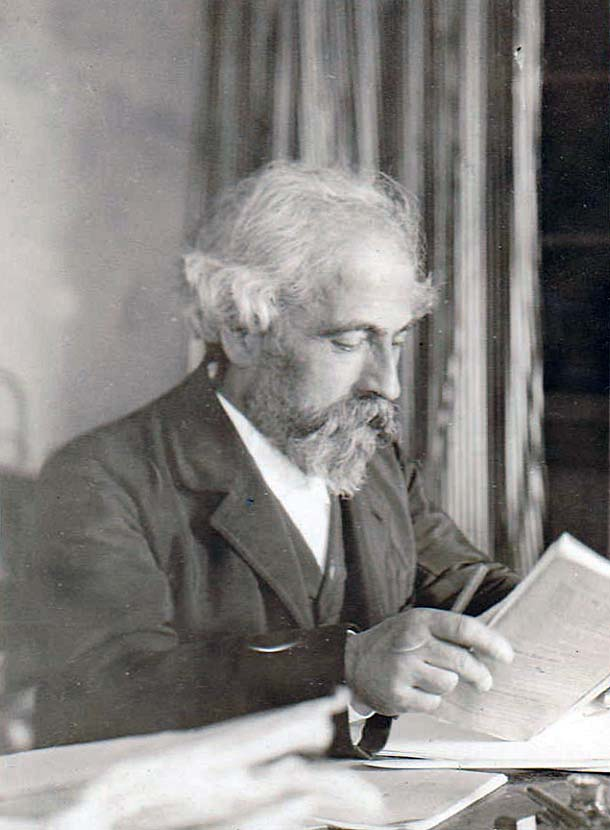
Paul Sabatier (1905)

Charles Paul Marie Sabatier (* 3. August 1858 in Saint-Michel-de-Chabrillanoux (Département Ardèche); † 4. März 1928 in Straßburg) war ein französischer Theologe und Historiker. 
Sabatier, ein Sohn eines protestantischen Pastors, studierte an der Theologischen Fakultät der Sorbonne in Paris (der heutigen Faculté de théologie protestante de Paris) und erlangte 1885 das Bakkalaureat. Anschließend wurde er Vikar an der Nikolaikirche in Straßburg. Zur Erlangung einer Pfarrstelle hätte er die deutsche Staatsbürgerschaft annehmen müssen, was er aber verweigerte. Stattdessen wurde er Pastor in Saint-Cierge-la-Serre im Département Ardèche. Schon nach vier Jahren musste er das Pfarramt aus gesundheitlichen Gründen aufgeben und beschäftigte sich seitdem mit akademischen Studien. 1919 wurde er als Professor auf einen Lehrstuhl für Kirchengeschichte an der Evangelisch-theologischen Fakultät der Universität Straßburg berufen, den er bis zu seinem Tod innehatte.
Sabatier war ein Schüler von Ernest Renan, der ihn dazu bewog, sich wissenschaftlich auf Franz von Assisi zu konzentrieren.  Infolge dieser Anregung forschte und schrieb Sabatier vor allem über die Geschichte des Mittelalters und eben besonders zu Franz von Assisi und der von ihm ausgehenden franziskanischen Bewegung. Dabei trafen sich seine Interessen mit denen des Historikers Walter Goetz, mit dem er im jahrzehntelangen Briefwechsel stand.  Sabatiers Vie de S. Francois D’Assise gilt vielen als die einflussreichste Franziskus-Biografie der Neuzeit (deutsche Ausgaben unter dem Titel Leben des heiligen Franz von Assisi). Im Jahr 1894 wurde dieses Buch von der Kurie in die Liste der verbotenen Bücher eingetragen, erschien aber allein in Frankreich in 42 Auflagen und war weltweit in mehreren Sprachen erfolgreich. Die Società Internazionale di Studi Francescani gründete er 1902 in Assisi, in London zusammen mit Andrew George Little im Jahre 1908 die British Society of Franciscan Studies. 
Sabatier wurden Ehrendoktorwürden der Universitäten von Edinburgh, Aberdeen und Oxford zuteil und er wurde in die Königliche Accademia dei Lincei aufgenommen. Seit dem 7. Mai 1898 ist er Ehrenbürger der italienischen Stadt Assisi. 
Seine Schrift A propos da la séparation des églises et de l’état (1905) wurde von Martin Spahn der deutschen Öffentlichkeit vorgestellt.